# Solenice
Solenice är en ort i Tjeckien.   Den ligger i regionen Mellersta Böhmen, i den centrala delen av landet, 50 km söder om huvudstaden Prag. Solenice ligger 310 meter över havet och antalet invånare är 327.
Terrängen runt Solenice är platt norrut, men söderut är den kuperad. Solenice ligger nere i en dal. Runt Solenice är det ganska glesbefolkat, med 28 invånare per kvadratkilometer. Närmaste större samhälle är Příbram, 15,6 km nordväst om Solenice. Omgivningarna runt Solenice är en mosaik av jordbruksmark och naturlig växtlighet.